# Postagem cruzada
Postagem cruzada ou crossposting é o ato de enviar a mesma mensagem a diferentes fóruns, grupos de notícias, listas de e-mails, grupos de discussões, etc.
Seu propósito é fazer tal mensagem chegar ao maior número de pessoas possível em detrimento do objetivo principal que une aquele grupo de pessoas, já que normalmente são enviados assuntos que não estão relacionados àqueles discutidos pelo grupo, caracterizando OFF-TOPIC. 
É considerada uma falta de respeito e um menosprezo por uma netiqueta mínima.